# ميلوش بيكوفيتش
ميلوش بيكوفيتش (مواليد 13 يناير 1988) هو ممثل صربي، أشتهر لدوره دور البطولة في الفيلم الروسي سيرف.

## روابط خارجية
- ميلوش بيكوفيتش على موقع IMDb (الإنجليزية)
- ميلوش بيكوفيتش على موقع ميوزك برينز (الإنجليزية)
- ميلوش بيكوفيتش على موقع أول موفي (الإنجليزية)
- ميلوش بيكوفيتش على موقع قاعدة بيانات الفيلم (الإنجليزية)
- ميلوش بيكوفيتش على موقع كينوبويسك (الروسية)